# Lago Cadagno
O Lago Cadagno é um lago localizado no Maciço de São Gotardo (central Alpes centais suíços), na região de Piora, no município de Quinto, Cantão Tessino. Localiza-se a uma altitude de 2000 metros acima do nível do mar.
Este lago um dos poucos lagos na Europa onde as águas do fundo não se misturam com as da superfície,  é o objeto de numerosos estudos científicos. No passado, o lago foi usado como um reservatório .